# Богоявленская (Ростовская область)
Богоявле́нская — станица в Константиновском районе Ростовской области.
Станица является центром Богоявленского сельского поселения Ростовской области.

## География
Расположена на правом берегу реки Кагальник — первый приток Дона.

### Список улиц
| - Восточная ул. - Садовая ул. - Донская ул. - Сиреневая ул. | - Зелёная ул. - Степная ул. - Кленовая ул. - Цветочная ул. | - Молодёжная ул. - Центральная ул. - Парковая ул. - Широкая ул. | - Перспективная ул. - Школьная ул. - Производственная ул. - Южная ул. |

## История

### Образование станицы. Казачьи городки
Станица Богоявленская возникла в результате объединения станицы Кагальницкой к Траилинской в 1851 году.
Казачий городок Кагальник существовал ранее 1645 года. Городок Траилин (Троилин), на месте которого находится станица Богоявленская, впервые упоминается в документах в 1669 году, что подтверждают «Донские Епархиальные ведомости» за 1893 год (№ 4) (поэтому датой основания Богоявленской считается 1669 год). Второе упоминание — в показаниях атамана Фрола Минаева в посольский приказ от 1 декабря 1672 года. В числе 52 городков атаман называет Троилинский. После Булавинского восстания Траилин был уничтожен войсками Василия Долгорукова.
Донские казачьи городки представляли собой маленькие крепости, обнесённые стеной из двойного плетня, внутри набитого землёй. Как отмечал В. Д. Сухоруков, они стояли при больших реках для удобства промысла и для защиты от набегов. Для городка выбиралось в военном отношении тактически выгодное место. По словам адмирала К. Крюйса, донские городки располагались в основном на речных островах.
Раньше река Кагальник двумя рукавами впадала в Дон, образуя остров. Во время восстания Степана Разина на острове останавливался его отряд, в 1952 году на этом месте были произведены раскопки: найдены посуда, оружие и другие предметы периода восстания. В настоящее время один из рукавов пересох, и острова как такового уже нет.

### В Первом Донском округе

Ст. Богоявленская на карте Первого Донского округа

В XIX и начале XX века по Кагальнику ходили баржи и катера, гружёные хлебом. Также в Богоявленскую везли на продажу лес. Возле дома Макаровых, живших у самой реки, была пристань. Это место сохранилось, жители станицы называют его Макаркиной пристанью. Сейчас Кагальник обмелел и зарос камышом. В речке водится карась, лещ, окунь, сазан, судак, щука. До революции семьи в Богоявленской заготавливали рыбы на целый год.
Деревянная богоявленская Христорождественская церковь находилась на церковной площади, там же была одноэтажная церковно-приходская школа. Улицы станицы были прямолинейные, постройки в основном деревянные, часто крытые соломой. По воспоминаниям казака Стефана Ивановича Мусатова, в 1905 году Богоявленская сильно пострадала от пожара.
Административная власть в станице принадлежала станичному атаману и была выборной. Атаманом назначались полицейские из числа казаков, отслуживших в армии. В 1898 году атаманом Богоявленской был урядник Иван Иванович Авдеев.
Богоявленская принадлежала Первому Донскому округу Области Войска Донского с центром в станице Константиновской. Казаки Первого Донского
округа считались среди донцов верховыми.

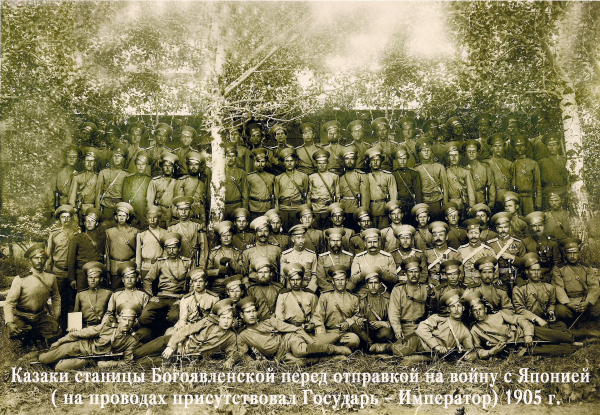
Казаки станицы Богоявленской перед отправкой на Русско-японскую войну, 1904 год.

В юрте станицы Богоявленской были хутора: Агеев, Ерофеев, Задонско-Кагальницкий, Костырочный, Пирожков, Сальско-Кагальницкий, Титов, Траилин, Упразднено-Кагальницкий.
К началу XX века казаки Богоявленской поступали на укомплектование 9-го Донского казачьего генерал-адъютанта графа Орлова-Денсова, 26-го Донского казачьего, 43-го Донского казачьего полков (9-е полковое звено) и 3-й, 10-й и 17-й Донских казачьих батарей. Так большая часть казаков станицы, участвовавших в Русско-японской войне, были в составе 26-го Донского полка, входившего в 4-ю Донскую казачью дивизию. Есть данные о трёх казаках 26-го полка из Богоявленской, награждённых за Русско-японскую Георгиевскими крестами: Дерязин Афеноген (4-й степени, № 140703), Крюков Пиман (4-й ст., № 125742), Жидков Тимофей (за отличие в бою за Инкоу, 4-й ст., № 124037).
В последние годы перед революцией 1917 года в Богоявленской казачий пай составлял 4 десятины пахотной земли. Не получавших паи иногородних в станице пренебрежительно называли хохлами.

### Гражданская война
На Дону период первого установления советской власти (с февраля по май 1918 года) отмечен изменением отношения казаков к большевикам. В конце марта многие станицы подняли восстания. В мае 1918 года восставшими казаками Дон был очищен от большевиков, донским атаманом был избран генерал П. Н. Краснов. Богоявленские казаки мобилизовывались в созданную им Донскую армию. По данным А. П. Скорика и В. А. Бондарева, 80 % донских казаков в 1917—1920 годах воевали против красных.
События Гражданской войны весной и летом 1918 года проходили в отдалении от Богоявленской. По воспоминаниям С. И. Мусатова, в октябре 1918 года в Богоявленскую заходил 1-й Московский революционный кавалерийский полк Красной армии, красноармейцы которого разграбили три магазина и дворянский дом.
Окончательно станицу заняли красные к марту 1920 года, когда разбитые части Донской и Добровольческой армий отступили в Новороссийск. Трагедия «отступа» донских казаков к Новороссийску показана в фильме Герасимова «Тихий Дон».

### Голод. Коллективизация
Осенью 1921 года начался голод на Дону и Кубани, продолжавшийся до лета 1922, по свидетельству С. И. Мусатова, умерли многие жители Богоявленской; весной 1922 года на Дон пришла помощь из США — американская кукуруза, спасшая многих от голодной смерти.
В силу административно-территориальных перекроек станица Богоявленская находилась последовательно в составе Донской области (1920—24), Юго-Восточной области (1924), Северо-Кавказского края (1924—1937), Ростовской области (с 1937).
Сплошная коллективизация, начавшаяся с конца 1920-х годов, проводилась под лозунгом «обострения классовой борьбы» и сопровождалась огромными человеческими жертвами. Пострадали от коллективизации и казаки, представлявшие собой особую группу сельского населения. В то время, по мнению Скорика и Бондарева, казачья специфика носила больше социально-психологический, чем социально-экономический характер, вследствие осуществлённого советской властью в 1920‑е годы хозяйственного уравнения казаков и иногородних.
Раскулачивание стало тяжёлым ударом для казаков, так как в имущественном плане они, в целом, всё-таки превосходили иногородних, хоть и не так значительно, как в досоветские времена. Принималось во внимание не только имущественное положение того или иного казака, но и исполнение им в дореволюционный период обычных административных обязанностей в станице (атамана, помощника атамана, писаря и т. п.), участие в Гражданской войне на стороне белых, пребывание некоторое время в эмиграции и т. п. Это предопределило широкие масштабы антиказачьих акций в период коллективизации.
От станицы Богоявленской была отделена коммуна имени Сталина, располагавшаяся чуть выше по течению реки Кагальник. Коммуна распалась и её жители вернулись в станицу. В самой станице был организован колхоз «Тихий Дон».
В 1932—33 годах снова на Донскую землю пришёл голод. Люди, как и в 1921—1922, спасались питанием ракушками, рыбой, лебедой, крапивой, щавелем, другими растениями, дикими фруктами и ягодами и т. п. Важными элементами рациона в это время были молоко и молочные продукты, которые чаще всего колхозники получали не из колхоза, а от своих коров, содержавшихся в личных подсобных хозяйствах (ЛПХ).
Осенью 1932 года в связи с трудностями при проведении хлебозаготовок в Северо-Кавказский край была направлена комиссия ЦК ВКП(б) во главе с Л. М. Кагановичем, в результате для выбивания хлеба к населению станиц Дона и Кубани были применены самые жёсткие репрессивные меры.

### Великая Отечественная война
В июле 1942 в Богоявленскую вошли немцы. По воспоминаниям Галины Александровны Рубцовой, через станицу проходило много немецких частей. Подразделения Вермахта часто сменяли друг друга, надолго не задерживаясь. В первое время после окружения немецких войск в Сталинграде Богоявленская была одной из основных баз для снабжения блокированных войск.
Относились немцы к населению по-разному, ели гусей и кабанчиков. Хуже немцев, по словам Г. А. Рубцовой, вели себя румыны.
В Богоявленской немцы держали пленных красноармейцев, женщины из станицы и близлежащих хуторов тайком носили им еду; тех, кому удавалось сбежать, прятали у себя. По воспоминаниям родственников Т. Асколеповой, Богоявленскую школу немцы превратили в конюшню.
Во время Великой Отечественной войны станица освобождалась от немцев два раза. В январе 1943 года в ходе Ростовской наступательной операции советские войска овладели Богоявленской — важнейшим узлом обороны противника на рубеже реки Кагальник. Немцы при поддержке танков контратаковали. Оборону в станице держал 50-й гвардейский артиллерийский полк 24-й гвардейской стрелковой дивизии. Ожесточённый бой продолжался до конца дня. Артполк потерял до семидесяти процентов состава. Немцы ворвались на западную окраину станицы. Встретив сопротивление, обходным манёвром зашли в тыл и захватили в плен оборонявшихся красноармейцев. Пленных согнали в сарай мельницы, добивали раненых, сарай подожгли. В живых остался только один солдат — рядовой Кузьмин Иван Кузьмич.
По данным Николая Курченко, потрёпанная в этих боях 24-й дивизия была отведена на пополнение, только в Богоявленской она потеряла 597 человек. На стелах братского захоронения в парке Богоявленской начертаны фамилии 992 человек.
В 2010-е годы в станице работают поисковые отряды, которые находят останки сотен незахороненных советских солдат. Данные об огромных потерях на этой территории поисковики обнаружили в архивах. Здесь погибли солдаты и офицеры 24-й и 40-й гвардейских дивизий, штрафных рот и частей морской пехоты.

## Памятник советскому солдату
Братская могила находится в центре станицы, в парке. К памятнику ведёт заасфальтированная аллея с хвойными и лиственными деревьями. Памятник — стоящий солдат без пилотки с ППШ на груди по стойке «смирно». За плечами развевается плащ-палатка. Материал: металл; постамент: кирпичная кладка, облицован мраморной плиткой. На постаменте закреплена мемориальная доска с надписью: «1941 — 1945. Вечен ваш подвиг в сердцах поколений грядущих, жизнью своею потомки обязаны вам». Перед памятником установлено шесть стел, на которых фамилии и инициалы погибших солдат и офицеров — всего 992 человека. В центре композиции «вечный огонь».

## Инфраструктура, экономика
В станице есть Дом культуры, средняя общеобразовательная школа, детский сад, библиотека. Хозяйства станицы специализируются на выращивании зерновых и зернобобовых культур.

## Население
| 2010 |
| ---- |
| 901  |

### Известные уроженцы
- Болдырев, Сергей Владимирович — Георгиевский кавалер, полковник, журналист.
- Васильев, Иван Андреевич — русский и донской генерал, участник Первой мировой и Гражданской войн.
- Кислов, Григорий Яковлевич — русский и донской генерал, участник Первой мировой и Гражданской войн.
- Черячукин, Александр Васильевич — русский и донской генерал, Георгиевский кавалер, общественный деятель русской эмиграции.